# Acolium
Acolium (Ach.) Gray – rodzaj grzybów z rodziny pałecznikowatych (Caliciaceae).

## Systematyka i nazewnictwo
Pozycja w klasyfikacji według Index Fungorum: Caliciaceae, Caliciales, Lecanoromycetidae, Lecanoromycetes, Pezizomycotina, Ascomycota, Fungi.
W 1808 r. Erik Acharius utworzył takson Calicium subdiv. Acolium. Nazwa ta była niezgodna z zasadami nomenklatury botanicznej i w 1821 r. Samuel Frederick Gray podniósł ją do rangi rodzaju.
Gatunki występujące w Polsce:
- Acolium karelicum (Vain.) M. Prieto & Wedin 2016 – tzw. oczlik karelski
- Acolium sessile (Pers.) Arnold 1880 – tzw. oczlik osiadły

Nazwy naukowe na podstawie Index Fungorum. Nazwy polskie według W. Fałtynowicza dla synonimów Cyphelim karelicum i Cyphelium sessile. Są niespójne z aktualnymi nazwami naukowymi.